# Carl-Heinrich-Ernst-Kunstpreis
Der Carl-Heinrich-Ernst-Kunstpreis wurde 1951 durch den Winterthurer Unternehmer Carl Heinrich Ernst gestiftet, den Gründer der ehemaligen Schneeberg-Drogerien. Seitdem wird er durch die Carl Heinrich Ernst-Kunststiftung jährlich alternierend für Literatur, Bildende Kunst und Musik an förderungswürdige Kulturschaffende vergeben, die sich im Winterthurer Kulturleben engagieren. Bei der Vergabe in der Kategorie «Bildende Kunst» wird ein Werk des Künstlers angekauft. Der Preis ist mit 10'000 Fr. dotiert und wurde in der Vergangenheit an geeigneten Orten in Winterthur vergeben u. a. im Theater am Gleis, im Kunstmuseum Winterthur und im Konservatorium Winterthur. Das unantastbare Vermögen der Stiftung beträgt 500'000 Fr., reichen die daraus resultierenden Erträge nicht für die Ausrichtung eines Preises, fällt die Vergabe aus – zuletzt war dies im Jahr 2009 der Fall.

## Preisträger
- 1951: Gottlieb Heinrich Heer, Literatur
- 1952: Hans Ulrich Saas, Bildende Kunst
- 1953: Carlos Ehrensperger, Musik
- 1954: Arnold Kübler, Literatur
- 1955: Rudolf Zehnder, Bildende Kunst
- 1956: Winterthurer Streichquartett, Musik
- 1957: Marie Bretscher, Literatur
- 1958: Hans Kläui, Literatur
- 1959: Willy Hess, Musik
- 1960: Werner Ganz, Literatur
- 1961: Walter Kerker, Bildende Kunst
- 1962: Walter Reinhart, Musik
- 1963: Geo Bretscher, Bildende Kunst
- 1964: Walter Gross und Leo Weisz, Literatur
- 1965: Antonio Tusa, Musik
- 1966: Franz Bäschlin, Literatur
- 1967: Heinz Keller, Bildende Kunst
- 1968: Werner Weber, Literatur
- 1969: Willi Gohl, Musik
- 1970: Hans Affeltranger, Bildende Kunst
- 1971: Hans Kägi, Literatur
- 1972: Paul Burkhard, Musik
- 1973: Robert Lienhard, Bildende Kunst
- 1974: Lothar Kempter, Literatur
- 1975: Aida Piraccini-Stucki, Musik
- 1976: Henri Schmid, Bildende Kunst
- 1977: Markus Breitner, Literatur
- 1978: Irene Steiner-Arbeth, Musik
- 1979: Heinrich Bruppacher, Bildende Kunst[4]
- 1980: Walter Robert Corti, Literatur und Silvio Mattioli, Bildende Kunst
- 1981: Kurt Huber, Musik
- 1982: Carl Wegmann, Bildende Kunst
- 1983: Alfred Stamm, Literatur
- 1984: Jean Pierre Druey, Musik
- 1985: Hans Ruedi Sieber, Bildende Kunst
- 1986: Robert H. Oehninger, Literatur
- 1987: Rudolf Meyer, Musik
- 1988: Egli Ernst, Bildende Kunst
- 1989: Jürg Amann, Literatur
- 1990: keine Vergabe
- 1991: Conrad Steinmann, Musik
- 1992: Martin Schwarz, Bildende Kunst
- 1993: Lilly Ronchetti, Literatur
- 1994: Brigitta Steinbrecher und Heinrich Keller, Musik[5]
- 1995: Bendicht Fivian, Bildende Kunst[2]
- 1996: Urs Engeler, Literatur
- 1997: Max E. Keller, Musik[6]
- 1998: Christopher T. Hunziker, Bildende Kunst[7]
- 1999: Serge Ehrensperger, Literatur[1]
- 2000: Werner Hurter, Bildende Kunst[8]
- 2001: Martin Schildknecht und Susanne Peter, Musik[9]
- 2002: Peter Stamm, Literatur
- 2004: Marcel Gähler, Bildende Kunst
- 2005: Christoph Bachmann, Musik[10]
- 2006: Claudia Corti
- 2007: Alfred Auer, Bildende Kunst[11]
- 2008: Ruben Drole, Musik[12]
- 2009: keine Vergabe
- 2010: Daniela Janjic, Literatur[13]
- 2011: Katharina Henking, Bildende Kunst[14]
- 2012: Ruth Girod und Roger Girod, Musik[15]
- 2013: Thomas Heckendorn, Literatur
- 2014: Theres Wey, Bildende Kunst[16]
- 2015: Reto Parolari, Musik
- 2016: Arthur Steiner, Literatur[17]
- 2017: Theres Liechti, Bildende Kunst[18]
- 2018: Alfred Felder, Musik[19]
- 2019: Peter Niederhäuser, Historie
- 2020: Olivier Krähenbühl, Bildende Kunst
- 2021: Burkhard Kinzler und Claudia Rajchmann, Musik und Literatur